# Halid Lwaliwa
Halid Lwaliwa (ur. 22 sierpnia 1996 w Igandze) – ugandyjski piłkarz grający na pozycji środkowego obrońcy. Od 2022 jest zawodnikiem klubu Bregałnica Sztip.

## Kariera klubowa
Swoją karierę piłkarską Lwaliwa rozpoczął w klubie Vipers SC. W 2014 roku zadebiutował w nim w ugandyjskiej pierwszej lidze. W sezonach 2014/2015, 2017/2018, 2019/2020 i 2021/2022 wywalczył z nim cztery mistrzostwa Ugandy. Zdobył też dwa Puchary Ugandy w sezonach 2015/2016 i 2020/2021.
Latem 2022 Lwaliwa przeszedł do północnomacedońskiego klubu Bregałnica Sztip. Swój debiut w nim zaliczył 18 września 2022 w zremisowanym 0:0 domowym meczu z FK Skopje.

## Kariera reprezentacyjna
W reprezentacji Ugandy Lwaliwa zadebiutował 21 września 2019 roku w wygranym 3:0 meczu Mistrzostw Narodów Afryki 2020 z Burundi, rozegranym w Bużumburze.